# Herod IV
Herod IV (ur. ok. 27 p.n.e.) - syn Heroda Wielkiego.
Był synem Heroda Wielkiego i Kleopatry z Jerozolimy, rodzonym bratem Filipa, tetrarchy Batanei, Gaulanitydy, Trachonu i Paneas.
Jego losy nie są znane. Z jednej strony przypuszcza się, że zmarł w młodości, z drugiej - że był członkiem delegacji żydowskiej w czasie epizodu z tarczami.
Pojawia się w powieści Poncjusz Piłat Paula L. Maiera.